# Erwartungswert
Der Erwartungswert (selten und doppeldeutig Mittelwert) ist ein Grundbegriff der Stochastik. Der Erwartungswert ist eine Kennzahl einer Zufallsvariablen. Bei einer engeren Definition ist der Erwartungswert einer Zufallsvariablen eine reelle Zahl und damit endlich; bei einer weiteren Definition sind für den Erwartungswert einer Zufallsvariablen auch die Werte {\displaystyle \pm \infty } zugelassen. Es gibt Zufallsvariablen, für die kein Erwartungswert definiert ist.
Hat eine Zufallsvariable einen endlichen Erwartungswert, so wird dieser häufig mit {\displaystyle \mu } abgekürzt; er beschreibt dann die Zahl, die die Zufallsvariable im Mittel annimmt. Er ergibt sich zum Beispiel bei unbegrenzter Wiederholung des zugrunde liegenden Experiments als Durchschnitt der Ergebnisse. Das Gesetz der großen Zahlen beschreibt, in welcher Form die Durchschnitte der Ergebnisse bei wachsender Anzahl der Experimente gegen den endlichen Erwartungswert streben, oder anders gesagt, wie die Stichprobenmittelwerte bei wachsendem Stichprobenumfang gegen den Erwartungswert konvergieren.

Ein endlicher Erwartungswert bestimmt die Lokalisation (Lage) der Verteilung der Zufallsvariablen und ist vergleichbar mit dem empirischen arithmetischen Mittel einer Häufigkeitsverteilung in der deskriptiven Statistik, jedoch mit einem wichtigen Unterschied: Der Erwartungswert ist der „wahre“ Mittelwert einer Zufallsvariablen (Mittelwert der Grundgesamtheit), während sich das arithmetische Mittel in der Regel nur auf eine Stichprobe von Werten bezieht (Stichprobenmittel). Eine neue Stichprobe wird einen unterschiedlichen arithmetischen Mittelwert liefern, jedoch bleibt der Erwartungswert {\displaystyle \mu } immer gleich. 
Der Erwartungswert berechnet sich als nach der Wahrscheinlichkeit gewichtetes Mittel der Werte, die die Zufallsvariable annimmt. Er muss selbst jedoch nicht einer dieser Werte sein. 
Weil der Erwartungswert einer Zufallsvariablen nur von deren Wahrscheinlichkeitsverteilung abhängt, wird auch vom Erwartungswert einer Wahrscheinlichkeitsverteilung gesprochen, ohne Bezug auf eine Zufallsvariable. Der endliche Erwartungswert einer Zufallsvariablen kann als Schwerpunkt der Wahrscheinlichkeitsmasse betrachtet werden und wird daher als ihr erstes Moment bezeichnet.

## Motivation
Die Augenzahlen beim Würfelwurf können als unterschiedliche Ausprägungen einer Zufallsvariablen {\displaystyle X} betrachtet werden. Weil die (tatsächlich beobachteten) relativen Häufigkeiten sich gemäß dem Gesetz der großen Zahlen mit wachsendem Stichprobenumfang {\displaystyle n} den theoretischen Wahrscheinlichkeiten der einzelnen Augenzahlen annähern, muss der Mittelwert gegen den Erwartungswert von {\displaystyle X} streben. Zu dessen Berechnung werden die möglichen Ausprägungen mit ihrer theoretischen Wahrscheinlichkeit gewichtet.
Wobei P(x) die Wahrscheinlichkeit des Auftretens des Würfelwurfes ist. Hier für alle 6 Zahlen 1:6.
{\displaystyle {\begin{array}{lcl}\operatorname {E} (X)&=&1\cdot P(X=1)+2\cdot P(X=2)+3\cdot P(X=3)+4\cdot P(X=4)+5\cdot P(X=5)+6\cdot P(X=6)\\&=&(1+2+3+4+5+6)\cdot {\tfrac {1}{6}}=3{,}5.\end{array}}}
Wie die Ergebnisse der Würfelwürfe ist der Mittelwert vom Zufall abhängig. Im Unterschied dazu ist der Erwartungswert eine feste Kennzahl der Verteilung der Zufallsvariablen {\displaystyle X}.
Die Definition des Erwartungswerts steht in Analogie zum gewichteten Mittelwert von empirisch beobachteten Zahlen. Hat zum Beispiel eine Serie von zehn Würfelversuchen die Ergebnisse 4, 2, 1, 3, 6, 3, 3, 1, 4, 5 geliefert, kann der zugehörige Mittelwert
{\displaystyle {\bar {x}}=(4+2+1+3+6+3+3+1+4+5)\cdot {\tfrac {1}{10}}=3{,}2}
alternativ berechnet werden, indem zunächst gleiche Werte zusammengefasst und nach ihrer relativen Häufigkeit gewichtet werden:
{\displaystyle {\bar {x}}={\tfrac {2}{10}}\cdot 1+{\tfrac {1}{10}}\cdot 2+{\tfrac {3}{10}}\cdot 3+{\tfrac {2}{10}}\cdot 4+{\tfrac {1}{10}}\cdot 5+{\tfrac {1}{10}}\cdot 6=3{,}2}.
Allgemein lässt der Mittelwert der Augenzahlen in {\displaystyle n} Würfen sich wie
{\displaystyle 1\cdot h_{n}(1)+2\cdot h_{n}(2)+3\cdot h_{n}(3)+4\cdot h_{n}(4)+5\cdot h_{n}(5)+6\cdot h_{n}(6),}
schreiben, worin {\displaystyle h_{n}(k)} die relative Häufigkeit der Augenzahl {\displaystyle k} bezeichnet.

## Begriff und Notation

### Begriff
Das Konzept des Erwartungswertes geht auf Christiaan Huygens zurück. In einer Abhandlung über Glücksspiele von 1656 (Van rekeningh in spelen van geluck) beschreibt Huygens den erwarteten Gewinn eines Spiels als „het is my soo veel weerdt“ („es ist mir so viel wert“). Frans van Schooten verwendete in seiner Übersetzung von Huygens’ Text ins Lateinische den Begriff expectatio („Erwartung“). Bernoulli übernahm in seiner Ars conjectandi den von van Schooten eingeführten Begriff in der Form valor expectationis („Erwartungswert“).

### Notation
Das Symbol E für Erwartungswert oder Expectation wurde in der englischsprachigen Literatur erst ab dem 20. Jahrhundert eingeführt.
Heute wird in der englischsprachigen und deutschsprachigen mathematischen Literatur häufig die Schreibweise {\displaystyle \operatorname {E} \left(X\right)} oder {\displaystyle \mathbb {E} \left(X\right)} oder auch mit eckigen Klammern {\displaystyle \operatorname {E} \left[X\right]} bzw. {\displaystyle \mathbb {E} \left[X\right]} für den Erwartungswert der Zufallsvariable {\displaystyle X} verwendet.
Gelegentlich werden auch geschweifte Klammern verwendet.
In der russischsprachigen Literatur findet sich die Bezeichnung {\displaystyle M(X)}.
Gelegentlich werden auch die Klammern um die Zufallsvariable weggelassen, was der Schreibweise für Operatoren entspricht: {\displaystyle \operatorname {\it {E}} X} oder {\displaystyle \operatorname {\it {M}} X}. Mit der auch vorkommenden Notation {\displaystyle \mathbb {E} X} besteht hierbei nicht die Gefahr, dass der Operator {\displaystyle \mathbb {E} } mit einer Zufallsvariable verwechselt wird. Die Notation {\displaystyle \operatorname {E} \left[X\right]} mit den eckigen Klammern hebt speziell die Tatsache hervor, dass es sich hier um ein Funktional handelt.
Die Bezeichnung {\displaystyle \mu _{X}} des Erwartungswerts der Zufallsvariable {\displaystyle X} betont die Eigenschaft als nicht vom Zufall abhängiges erstes Moment. In der Physik findet die Bra-Ket-Notation Verwendung. Insbesondere wird {\displaystyle \langle X\rangle } statt {\displaystyle \operatorname {E} (X)} für den Erwartungswert einer Größe {\displaystyle X} geschrieben. In der Stochastik wird {\displaystyle \langle X\rangle } generell aber nicht für den Erwartungswert verwendet, mit {\displaystyle \langle X\rangle _{t}} wird der quadratische Variationsprozess notiert.

## Definitionen
Ist eine Zufallsvariable diskret oder besitzt sie eine Dichte, so existieren die folgenden Formeln für den Erwartungswert.

### Erwartungswert einer diskreten reellen Zufallsvariable
Im reellen diskreten Fall errechnet sich der Erwartungswert als die Summe der Produkte aus den Wahrscheinlichkeiten jedes möglichen Ergebnisses des Experiments und den „Werten“ dieser Ergebnisse.
Ist {\displaystyle X} eine reelle diskrete Zufallsvariable, die die Werte {\displaystyle (x_{i})_{i\in I}} mit den jeweiligen Wahrscheinlichkeiten {\displaystyle (p_{i})_{i\in I}} annimmt (mit {\displaystyle I} als abzählbarer Indexmenge), so errechnet sich der Erwartungswert {\displaystyle \operatorname {E} (X)} im Falle der Existenz mit:
{\displaystyle \operatorname {E} (X)=\sum _{i\in I}x_{i}p_{i}=\sum _{i\in I}x_{i}P(X=x_{i})}
Es ist zu beachten, dass dabei nichts über die Reihenfolge der Summation ausgesagt wird (siehe summierbare Familie).
Ist {\displaystyle I=\mathbb {N} }, so besitzt {\displaystyle X} genau dann einen endlichen Erwartungswert {\displaystyle \operatorname {E} (X)}, wenn die Konvergenzbedingung
{\displaystyle \lim _{a\rightarrow \infty }\sum _{i=1}^{a}|x_{i}|p_{i}=\sum _{i=1}^{\infty }|x_{i}|p_{i}<\infty } erfüllt ist, d. h. die Reihe für den Erwartungswert absolut konvergent ist.
Für nichtnegative ganzzahlige Zufallsvariablen ist oft die folgende Eigenschaft hilfreich
{\displaystyle \operatorname {E} (X)=\sum \limits _{i=1}^{\infty }P(X\geq i).}
Diese Eigenschaft wird im Abschnitt über den Erwartungswert einer nicht-negativen Zufallsvariablen bewiesen.

### Erwartungswert einer reellen Zufallsvariable mit Dichtefunktion

Der Erwartungswert balanciert die Wahrscheinlichkeitsmasse – hier die Masse unter der Dichte einer Beta(α,β)-Verteilung mit Erwartungswert α/(α+β). Dies entspricht der Interpretation des Erwartungswertes als Massenmittelpunkt.

Hat eine reelle Zufallsvariable {\displaystyle X} eine Wahrscheinlichkeitsdichtefunktion {\displaystyle f}, das heißt hat das Bildmaß {\displaystyle P^{X}} die Dichte {\displaystyle f} bezüglich des Lebesgue-Maßes {\displaystyle \lambda }, so berechnet sich der Erwartungswert im Falle der Existenz als
(1) {\displaystyle \displaystyle \quad \operatorname {E} (X)=\int _{\mathbb {R} }xf(x)\,\mathrm {d} \lambda (x).}
In vielen Anwendungsfällen liegt (im Allgemeinen uneigentliche) Riemann-Integrierbarkeit vor und es gilt:
(2) {\displaystyle \displaystyle \quad \operatorname {E} (X)=\int _{-\infty }^{\infty }xf(x)\,\mathrm {d} x.}
Gleichwertig zu dieser Gleichung ist, wenn {\displaystyle F} Verteilungsfunktion von {\displaystyle X} ist:
(3) {\displaystyle \displaystyle \quad \operatorname {E} (X)=\int _{0}^{\infty }(1-F(x))\,\mathrm {d} x-\int _{-\infty }^{0}F(x)\,\mathrm {d} x.}
(2) und (3) sind unter der gemeinsamen Voraussetzung ({\displaystyle f} ist Dichtefunktion und {\displaystyle F} ist Verteilungsfunktion von {\displaystyle X}) äquivalent, was mit schulgemäßen Mitteln bewiesen werden kann.
Für nichtnegative Zufallsvariablen folgt daraus die wichtige Beziehung zur Zuverlässigkeitsfunktion {\displaystyle R(t)=1-F(t)}
{\displaystyle \operatorname {E} (X)=\int _{0}^{\infty }(1-F(t))\,\mathrm {d} t=\int _{0}^{\infty }R(t)\,\mathrm {d} t.}

### Allgemeine Definition
Der Erwartungswert wird entsprechend als das Lebesgue-Integral bezüglich des Wahrscheinlichkeitsmaßes definiert: Ist {\displaystyle X} eine bezüglich dem Maß {\displaystyle P} integrierbare oder quasiintegrierbare Zufallsvariable auf einem Wahrscheinlichkeitsraum {\displaystyle (\Omega ,\Sigma ,P)} mit Werten in {\displaystyle ({\overline {\mathbb {R} }},{\mathcal {B}})}, wobei {\displaystyle {\mathcal {B}}} die Borelsche σ-Algebra über {\displaystyle {\overline {\mathbb {R} }}:=\mathbb {R} \cup \{-\infty ,\infty \}} ist, so wird definiert
{\displaystyle \operatorname {E} (X)=\int _{\Omega }X\,\mathrm {d} P=\int _{\Omega }X(\omega )\,\mathrm {d} P(\omega )=\int _{\mathbb {R} }x\,P_{X}(\mathrm {d} x)}
mit der Wahrscheinlichkeitsverteilung {\displaystyle P_{X}=P\circ X^{-1}}. Die Zufallsvariable {\displaystyle X} besitzt genau dann einen Erwartungswert, wenn sie quasiintegrierbar ist, also die Integrale
{\displaystyle \int _{\Omega }X^{+}(\omega )\,\mathrm {d} P(\omega )} und {\displaystyle \int _{\Omega }X^{-}(\omega )\,\mathrm {d} P(\omega )}
nicht beide unendlich sind, wobei {\displaystyle X^{+}} und {\displaystyle X^{-}} den Positiv- sowie den Negativteil von {\displaystyle X} bezeichnen. In diesem Fall kann {\displaystyle \operatorname {E} (X)=\infty } oder {\displaystyle \operatorname {E} (X)=-\infty } gelten.
Der Erwartungswert ist genau dann endlich, wenn {\displaystyle X} integrierbar ist, also die obigen Integrale über {\displaystyle X^{+}} und {\displaystyle X^{-}} beide endlich sind. Dies ist äquivalent zu
{\displaystyle \int _{\Omega }|X(\omega )|\,\mathrm {d} P(\omega )<\infty .}
In diesem Fall schreiben viele Autoren, der Erwartungswert existiere oder {\displaystyle X} sei eine Zufallsvariable mit existierendem Erwartungswert, und schließen damit den Fall {\displaystyle \infty } bzw. {\displaystyle -\infty } aus.
Der (endliche) Erwartungswert einer reellen Zufallsvariablen {\displaystyle X} kann aber auch am Graphen ihrer Verteilungsfunktion {\displaystyle F} durch eine naheliegende Flächengleichheit festgelegt werden. Es ist nämlich {\displaystyle \operatorname {E} (X)=\mu } mit einer reellen Zahl {\displaystyle \mu } genau dann, wenn in der {\displaystyle x}-{\displaystyle y}-Ebene die beiden Flächen, beschrieben durch 
{\displaystyle x\leq \mu ,\;\,0\leq y\leq F(x)\quad } bzw. {\displaystyle \quad x\geq \mu ,\;\,F(x)\leq y\leq 1,}
denselben endlichen Flächeninhalt haben, d. h. wenn
{\displaystyle \int _{-\infty }^{\mu }F(x)\,\mathrm {d} x=\int _{\mu }^{\infty }{\big (}1-F(x){\big )}\,\mathrm {d} x}
gilt und beide uneigentlichen Riemann-Integrale konvergieren. Dazu äquivalent ist die allgemeingültige Darstellung (3), ebenfalls mit konvergenten Integralen.

## Elementare Eigenschaften

### Linearität
Der Erwartungswert ist linear für Zufallsvariablen mit endlichem Erwartungswert. Es gilt also für beliebige, nicht notwendigerweise stochastisch unabhängige, Zufallsvariablen {\displaystyle X_{1},X_{2}} mit endlichen Erwartungswerten, dass
{\displaystyle \operatorname {E} (aX_{1}+bX_{2})=a\operatorname {E} (X_{1})+b\operatorname {E} (X_{2})}
ist. Als Spezialfälle ergeben sich
{\displaystyle \operatorname {E} (cX+d)=c\operatorname {E} (X)+d},
{\displaystyle \operatorname {E} (cX)=c\operatorname {E} (X)}
und
{\displaystyle \operatorname {E} (d)=d}.
Die Linearität lässt sich auch auf endliche Summen erweitern:
{\displaystyle \operatorname {E} \left(\sum _{i=1}^{n}X_{i}\right)=\sum _{i=1}^{n}\operatorname {E} (X_{i})}
Die Linearität des Erwartungswertes für Zufallsvariablen mit endlichem Erwartungswert folgt aus der Linearität des Integrals für integrierbare Funktionen.
Die Voraussetzung endlicher Erwartungswerte ist wesentlich für die Anwendung der Linearitätseigenschaft als Rechenregel. Beispielsweise ist es möglich, dass {\displaystyle \operatorname {E} (X_{1})=-\infty } und {\displaystyle \operatorname {E} (X_{2})=+\infty } und der Erwartungswert von {\displaystyle X_{1}+X_{2}} nicht definiert ist oder in anderen Fällen endlich ist.

### Monotonie
Existieren die Erwartungswerte {\displaystyle \operatorname {E} (X)} und {\displaystyle \operatorname {E} (Y)}, so gilt
{\displaystyle X\leq Y\implies \operatorname {E} (X)\leq \operatorname {E} (Y)}.
Die Voraussetzung {\displaystyle X\leq Y}, d. h. {\displaystyle X(\omega )\leq Y(\omega )} für alle {\displaystyle \omega \in \Omega }, lässt sich abschwächen zu {\displaystyle P(X\leq Y)=1}, d. h. {\displaystyle X\leq Y} fast sicher.

### Wahrscheinlichkeiten als Erwartungswerte
Wahrscheinlichkeiten von Ereignissen lassen sich auch über den Erwartungswert ausdrücken. Für jedes Ereignis {\displaystyle A} gilt
{\displaystyle \operatorname {P} (A)=\operatorname {E} (\chi _{A})\,},
wobei {\displaystyle \chi _{A}} die Indikatorfunktion von {\displaystyle A} ist.
Dieser Zusammenhang ist oft nützlich, etwa zum Beweis der Tschebyschow-Ungleichung.

### Dreiecksungleichung
Es gilt
{\displaystyle \left|\operatorname {E} (X)\right|\leq \operatorname {E} (|X|)}
und
{\displaystyle \operatorname {E} (|X+Y|)\leq \operatorname {E} (|X|)+\operatorname {E} (|Y|)}.

## Beispiele

### Würfeln

Eine Illustration der Konvergenz von Durchschnitten des Würfelns eines Würfels zum Erwartungswert von 3,5, wenn die Anzahl an Versuchen steigt.

Das Experiment sei ein Würfelwurf. Als Zufallsvariable {\displaystyle X} betrachten wir die gewürfelte Augenzahl, wobei jede der Zahlen 1 bis 6 mit einer Wahrscheinlichkeit von jeweils 1/6 gewürfelt wird.
{\displaystyle \operatorname {E} (X)=\sum _{i=1}^{6}i\cdot {\frac {1}{6}}=3{,}5}
Wenn beispielsweise 1000-mal gewürfelt wird, man also das Zufallsexperiment 1000-mal wiederholt und die geworfenen Augenzahlen zusammenzählt und durch 1000 dividiert, ergibt sich mit hoher Wahrscheinlichkeit ein Wert in der Nähe von 3,5. Es ist jedoch unmöglich, diesen Wert mit einem einzigen Würfelwurf zu erzielen.

### Sankt-Petersburg-Paradoxon
Das Sankt-Petersburg-Paradoxon beschreibt ein Glücksspiel, dessen zufälliger Gewinn {\displaystyle X} einen unendlichen Erwartungswert hat. Gemäß der klassischen Entscheidungstheorie, die auf der Erwartungswertregel {\displaystyle X\succcurlyeq Y\Leftrightarrow \operatorname {E} (X)\geq \operatorname {E} (Y)} basiert, sollte man daher einen beliebig hohen Einsatz riskieren. Da die Wahrscheinlichkeit für einen Verlust des Einsatzes aber {\displaystyle 50\,\%} beträgt, erscheint diese Empfehlung nicht rational. Eine Lösung des Paradoxons stellt die Verwendung einer logarithmischen Nutzenfunktion dar.

### Zufallsvariable mit Dichte
Gegeben ist die reelle Zufallsvariable {\displaystyle X} mit der Dichtefunktion
{\displaystyle f(x)={\begin{cases}{\frac {1}{x}},&3\leq x\leq 3\mathrm {e} ,\\&\\0,&{\text{sonst}}\end{cases}}}
wobei {\displaystyle \mathrm {e} } die Eulersche Konstante bezeichnet.
Der Erwartungswert von {\displaystyle X} berechnet sich als
{\displaystyle {\begin{aligned}\operatorname {E} (X)&=\int _{-\infty }^{\infty }xf(x)\,\mathrm {d} x=\int _{-\infty }^{3}x\cdot 0\,\mathrm {d} x+\int _{3}^{3\mathrm {e} }x\cdot {\frac {1}{x}}\,\mathrm {d} x+\int _{3\mathrm {e} }^{\infty }x\cdot 0\,\mathrm {d} x\\&=0+\int _{3}^{3\mathrm {e} }1\,\mathrm {d} x+0=[x]_{3}^{3\mathrm {e} }=3\mathrm {e} -3=3(\mathrm {e} -1).\end{aligned}}}

### Allgemeine Definition
Gegeben sei der Wahrscheinlichkeitsraum {\displaystyle (\Omega ,\Sigma ,P)} mit {\displaystyle \Omega =\{\omega _{1},\omega _{2},\omega _{3}\}}, {\displaystyle \Sigma } die Potenzmenge von {\displaystyle \Omega } und {\displaystyle P(\{\omega _{i}\})={\tfrac {1}{3}}} für {\displaystyle i=1,2,3}. Der Erwartungswert der Zufallsvariablen {\displaystyle X\colon \Omega \to \mathbb {R} } mit {\displaystyle X(\omega _{1})=X(\omega _{2})=1} und {\displaystyle X(\omega _{3})=2} ist
{\displaystyle \operatorname {E} (X)=\int _{\Omega }X\,\mathrm {d} P=X(\omega _{1})P(\{\omega _{1}\})+X(\omega _{2})P(\{\omega _{2}\})+X(\omega _{3})P(\{\omega _{3}\})=1\cdot {\frac {1}{3}}+1\cdot {\frac {1}{3}}+2\cdot {\frac {1}{3}}={\frac {4}{3}}}
Da {\displaystyle X} eine diskrete Zufallsvariable ist mit {\displaystyle P(X=1)=P(\{\omega _{1},\omega _{2}\})={\tfrac {2}{3}}} und {\displaystyle P(X=2)=P(\{\omega _{3}\})={\tfrac {1}{3}}}, kann der Erwartungswert alternativ auch berechnet werden als
{\displaystyle \operatorname {E} (X)=1\cdot P(X=1)+2\cdot P(X=2)=1\cdot {\frac {2}{3}}+2\cdot {\frac {1}{3}}={\frac {4}{3}}}

## Weitere Eigenschaften

### Erwartungswert einer nicht-negativen Zufallsvariable
Falls {\displaystyle p>0} ist und {\displaystyle X\in L^{p}} fast sicher nicht-negativ ist, so gilt gemäß dem Satz von Fubini-Tonelli (hierbei bezeichnen die eckigen Klammern die Prädikatabbildung)
{\displaystyle \operatorname {E} (X^{p})=\int _{\Omega }X(\omega )^{p}\,\mathrm {d} P(\omega )=\int _{\Omega }\int _{0}^{\infty }px^{p-1}[x\leq X(\omega )]\,\mathrm {d} x\,\mathrm {d} P(\omega )=\int _{0}^{\infty }\int _{\Omega }px^{p-1}[x\leq X(\omega )]\,\mathrm {d} P(\omega )\,\mathrm {d} x=p\int _{0}^{\infty }x^{p-1}P{\big (}\{\omega \in \Omega \mid x\leq X(\omega )\}{\big )}\,\mathrm {d} x}
Also ist
{\displaystyle \operatorname {E} (X^{p})=p\int _{0}^{\infty }x^{p-1}P(X\geq x)\,\mathrm {d} x=p\int _{0}^{\infty }x^{p-1}P(X>x)\,\mathrm {d} x.}
(Die letzte Gleichheit ist richtig, da {\displaystyle P(X=x)=0} für fast alle {\displaystyle x\in \mathbb {R} }.)
Für {\displaystyle p=1} ergibt sich der folgende bekannte Spezialfall:
{\displaystyle \operatorname {E} (X)=\int _{0}^{\infty }P(X\geq x)\,\mathrm {d} x=\int _{0}^{\infty }P(X>x)\,\mathrm {d} x.}
Für ganzzahlige, nichtnegative Zufallsvariablen gilt also wegen
{\displaystyle \int _{n}^{n+1}P(X>x)\,\mathrm {d} x=P(X\geq n+1)}
die oben genannte Formel:
{\displaystyle \operatorname {E} (X)=\sum _{i=0}^{\infty }\int _{i}^{i+1}P(X>x)\,\mathrm {d} x=\sum _{i=0}^{\infty }P(X\geq i+1)=\sum _{i=1}^{\infty }P(X\geq i).}

### Sigma-Additivität
Sind alle Zufallsvariablen {\displaystyle (X_{i})_{i\in \mathbb {N} }} fast sicher nichtnegativ, so lässt sich die endliche Additivität sogar zur {\displaystyle \sigma }-Additivität erweitern:
{\displaystyle \operatorname {E} \left(\sum _{i=1}^{\infty }X_{i}\right)=\sum _{i=1}^{\infty }\operatorname {E} (X_{i})}

### Erwartungswert des Produkts vonnstochastisch unabhängigen Zufallsvariablen
Wenn die Zufallsvariablen {\displaystyle X_{1},\dots ,X_{n}} stochastisch unabhängig sind und endliche Erwartungswerte besitzen (integrierbar sind), dann hat auch das Produkt {\displaystyle \prod _{i=1}^{n}X_{i}} einen endlichen Erwartungswert und es gilt
{\displaystyle \operatorname {E} \!\left(\prod _{i=1}^{n}X_{i}\right)=\prod _{i=1}^{n}\operatorname {E} (X_{i})}.
Insbesondere gilt auch
{\displaystyle \operatorname {E} \!\left(X_{i}X_{j}\right)=\operatorname {E} \!\left(X_{i}\right)\cdot \operatorname {E} \!\left(X_{j}\right)} für {\displaystyle i\neq j}.
Wenn die Zufallsvariablen {\displaystyle X_{1},\dots ,X_{n}} stochastisch unabhängig sind und die Zufallsvariablen {\displaystyle g_{1}(X_{1}),\dots ,g_{n}(X_{n})} endliche Erwartungswerte besitzen, dann hat auch das Produkt {\displaystyle \prod _{i=1}^{n}g_{i}(X_{i})} einen endlichen Erwartungswert und es gilt
{\displaystyle \operatorname {E} \!\left(\prod _{i=1}^{n}g_{i}(X_{i})\right)=\prod _{i=1}^{n}\operatorname {E} (g_{i}(X_{i}))}.
Die Voraussetzung endlicher Erwartungswerte ist wesentlich. Wenn beispielsweise zwei stochastisch unabhängige Zufallsvariablen {\displaystyle X_{1}} und {\displaystyle X_{2}} die Erwartungswerte {\displaystyle \operatorname {E} (X_{1})\in \mathbb {R} } und {\displaystyle \operatorname {E} (X_{2})=+\infty } haben, dann ist es möglich, dass {\displaystyle \operatorname {E} (X_{1}X_{2})} nicht definiert ist. Die Zufallsvariable {\displaystyle Y} besitze eine Standard-Cauchy-Verteilung, dann ist {\displaystyle \operatorname {E} (Y)} nicht definiert. Andererseits gilt {\displaystyle Y=X_{1}X_{2}} mit {\displaystyle X_{1}:=\operatorname {sign} (Y)}, {\displaystyle X_{2}:=|Y|}, wobei {\displaystyle X_{1}} und {\displaystyle X_{2}} stochastisch unabhängig sind mit den Erwartungswerten {\displaystyle \operatorname {E} (X_{1})=0} und {\displaystyle \operatorname {E} (X_{2})=+\infty }.

### Erwartungswert des Produkts von nicht stochastisch unabhängigen Zufallsvariablen
Falls die Zufallsvariablen {\displaystyle X} und {\displaystyle Y} nicht stochastisch unabhängig sind, gilt für deren Produkt:
{\displaystyle \operatorname {E} \!\left(XY\right)=\operatorname {E} \!\left(X\right)\operatorname {E} \!\left(Y\right)+\operatorname {Cov} \!\left(X,Y\right)}
Dabei ist {\displaystyle \operatorname {Cov} \!\left(X,Y\right)} die Kovarianz zwischen {\displaystyle X} und {\displaystyle Y}.

### Erwartungswert einer zusammengesetzten Zufallsvariable
Ist {\displaystyle Y} eine zusammengesetzte Zufallsvariable, sprich sind {\displaystyle N,X_{1},X_{2},\dots } unabhängige Zufallsvariablen und sind die {\displaystyle X_{i}} identisch verteilt und ist {\displaystyle N} auf {\displaystyle \mathbb {N} _{0}} definiert, so lässt sich {\displaystyle Y} darstellen als
{\displaystyle Y:=\sum _{i=1}^{N}X_{i}}.
Existieren die ersten Momente von {\displaystyle N,X_{1},X_{2},\dots }, so gilt
{\displaystyle \operatorname {E} (Y)=\operatorname {E} (N)\operatorname {E} (X_{1})}.
Diese Aussage ist auch als Formel von Wald bekannt. Sie wird z. B. in der Schadensversicherungsmathematik benutzt.

### Monotone Konvergenz
Sind die nichtnegativen Zufallsvariablen {\displaystyle (X_{i})_{i\in \mathbb {N} }} fast sicher punktweise monoton wachsend und konvergieren fast sicher gegen eine weitere Zufallsvariable {\displaystyle X}, so gilt
{\displaystyle \lim _{i\to \infty }\operatorname {E} (X_{i})=\operatorname {E} (X)}.
Dies ist der Satz von der monotonen Konvergenz in der wahrscheinlichkeitstheoretischen Formulierung.

### Berechnung mittels der kumulantenerzeugenden Funktion
Die kumulantenerzeugende Funktion einer Zufallsvariable ist definiert als
{\displaystyle g_{X}(t)=\ln \operatorname {E} (e^{tX})}.
Wird sie abgeleitet und an der Stelle 0 ausgewertet, so ist der Erwartungswert:
{\displaystyle \operatorname {E} (X)=g'_{X}(0)}.
Die erste Kumulante ist also der Erwartungswert.

### Berechnung mittels der charakteristischen Funktion
Die charakteristische Funktion einer Zufallsvariable {\displaystyle X} ist definiert als {\displaystyle \varphi _{X}(t):=\operatorname {E} (e^{itX})}.
Mit ihrer Hilfe lässt sich durch Ableiten der Erwartungswert der Zufallsvariable bestimmen:
{\displaystyle \operatorname {E} (X)={\frac {\varphi _{X}'(0)}{\mathrm {i} }}}.

### Berechnung mittels der momenterzeugenden Funktion
Ähnlich wie die charakteristische Funktion ist die momenterzeugende Funktion definiert als
{\displaystyle M_{X}(t):=\operatorname {E} \left(e^{tX}\right)}.
Auch hier lässt sich der Erwartungswert einfach bestimmen als
{\displaystyle \operatorname {E} (X)=M_{X}'(0)}.
Dies folgt daraus, dass der Erwartungswert das erste Moment ist und die k-ten Ableitungen der momenterzeugenden Funktion an der 0 genau die k-ten Momente sind.

### Berechnung mittels der wahrscheinlichkeitserzeugenden Funktion
Wenn {\displaystyle X} nur natürliche Zahlen als Werte annimmt, lässt sich der Erwartungswert für {\displaystyle X} auch mithilfe der wahrscheinlichkeitserzeugenden Funktion
{\displaystyle m_{X}(t):=\operatorname {E} \left(t^{X}\right)}.
berechnen. Es gilt dann
{\displaystyle \operatorname {E} \left[X\right]=\lim _{t\uparrow 1}m_{X}'(t)},
falls der linksseitige Grenzwert existiert.

### Beste Approximation
Ist {\displaystyle X} eine Zufallsgröße auf einem Wahrscheinlichkeitsraum {\displaystyle (\Omega ,\Sigma ,P)}, so beschreibt {\displaystyle \operatorname {E} \left(X\right)} die beste Approximation an {\displaystyle X} im Sinne der Minimierung von {\displaystyle \operatorname {E} \left(\left(X-a\right)^{2}\right)}, wobei a eine reelle Konstante ist. Dies folgt aus dem Satz über die beste Approximation, da
{\displaystyle \langle X-\operatorname {E} (X),b\rangle =0}
für alle konstanten {\displaystyle b} ist, wobei {\displaystyle \langle .,.\rangle } das {\displaystyle L^{2}}-Standardnormalskalarprodukt bezeichne. Diese Auffassung des Erwartungswertes macht die Definition der Varianz als minimaler mittlerer quadratischer Abstand sinnvoll, siehe auch Fréchet-Prinzip.

## Erwartungswerte von Funktionen von Zufallsvariablen

### Funktion einer Zufallsvariablen
{\displaystyle X} sei eine stetige Zufallsvariable mit der Dichtefunktion {\displaystyle f_{X}}. 
Wenn {\displaystyle Y=g(X)} wieder eine Zufallsvariable ist, so kann der Erwartungswert von {\displaystyle Y} auf zwei Arten bestimmt werden. Entweder kann über den Zusammenhang {\displaystyle Y=g(X)} die Wahrscheinlichkeitsverteilung von {\displaystyle Y} bestimmt und dann die Definition des Erwartungswertes verwendet werde, oder aber – und dies ist häufig einfacher – es wird die Formel 
{\displaystyle \operatorname {E} (g(X))=\int _{-\infty }^{\infty }g(x)f_{X}(x)\,\mathrm {d} x}
verwendet. Dieser Erwartungswert ist endlich, falls
{\displaystyle \int _{-\infty }^{\infty }\left|g(x)\right|f_{X}(x)\,\mathrm {d} x}
endlich ist.
Bei einer diskreten Zufallsvariablen {\displaystyle X} mit der Wahrscheinlichkeitsfunktion {\displaystyle p_{X}} wird die Summe 
{\displaystyle \operatorname {E} (g(X))=\sum _{i}g(x_{i})p_{X}(x_{i})}
verwendet. Enthält die Summe unendlich viele Summanden, dann muss die Reihe absolut konvergieren, damit der Erwartungswert endlich ist.
Im allgemeinen Fall einer Zufallsvariablen {\displaystyle X} mit der Verteilungsfunktion {\displaystyle F_{X}} kann der Erwartungswert mit Hilfe des Lebesgue-Stieltjes-Integral als
{\displaystyle \operatorname {E} (g(X))=\int _{-\infty }^{\infty }g(x)\mathrm {d} F_{X}(x)}
bestimmt werden. {\displaystyle \operatorname {E} (g(X))} ist endlich, falls {\displaystyle \operatorname {E} (|g(X)|)} endlich ist. Falls mindestens einer der nichtnegativen Erwartungswerte {\displaystyle \operatorname {E} ((g(X))^{+})=\operatorname {E} (\max(0,g(X))} und {\displaystyle \operatorname {E} ((g(X))^{-})=\operatorname {E} (\max(0,-g(X))} endlich ist, ist {\displaystyle \operatorname {E} (g(X))} = {\displaystyle \operatorname {E} ((g(X))^{+})-\operatorname {E} ((g(X))^{-})\in {\bar {\mathbb {R} }}}, anderenfalls ist {\displaystyle \operatorname {E} (g(X))} nicht definiert. Falls nicht nur endliche Erwartungswerte interessieren, müssen analoge Fallunterscheidungen auch für die Fälle einer stetigen oder diskreten Zufallsvariable vorgenommen werden, d. h. die positiven und die negativen Werte von {\displaystyle g(x)} müssen getrennt ausgewertet werden.

### Funktion von zwei Zufallsvariablen mit gemeinsamer Dichtefunktion
Haben die integrierbaren Zufallsvariablen {\displaystyle X} und {\displaystyle Y} eine gemeinsame Wahrscheinlichkeitsdichtefunktion {\displaystyle f(x,y)}, so kann der Erwartungswert einer Funktion {\displaystyle g(X,Y)} von {\displaystyle X} und {\displaystyle Y} nach dem Satz von Fubini, wenn dessen Voraussetzungen erfüllt sind, wenn also {\displaystyle \operatorname {E} (g(X,Y))} endlich ist oder wenn {\displaystyle g(X,Y)} nichtnegativ ist, als
{\displaystyle \operatorname {E} (g(X,Y))=\int _{-\infty }^{\infty }\int _{-\infty }^{\infty }g(x,y)f(x,y)\,\mathrm {d} x\,\mathrm {d} y}
berechnet werden. 
Der Erwartungswert von {\displaystyle g(X,Y)} ist nur dann endlich, wenn das Integral
{\displaystyle \int _{-\infty }^{\infty }\int _{-\infty }^{\infty }\left|g(x,y)\right|f(x,y)\,\mathrm {d} x\,\mathrm {d} y}
endlich ist.
Insbesondere ist:
{\displaystyle \operatorname {E} (X)=\int _{-\infty }^{\infty }\int _{-\infty }^{\infty }xf(x,y)\,\mathrm {d} x\,\mathrm {d} y}
Aus der Randdichte errechnet sich der Erwartungswert wie bei univariaten Verteilungen:
{\displaystyle \operatorname {E} (X)=\int _{-\infty }^{\infty }xf_{X}(x)\,\mathrm {d} x}
Dabei ist die Randdichte {\displaystyle f_{X}(x)} gegeben durch
{\displaystyle f_{X}(x)=\int _{-\infty }^{\infty }f(x,y)\,\mathrm {d} y}

## Verwandte Konzepte und Verallgemeinerungen

### Lageparameter
Wird der Erwartungswert als Schwerpunkt der Verteilung einer Zufallsvariable aufgefasst, so handelt es sich um einen Lageparameter. Dieser gibt an, wo sich der Hauptteil der Verteilung befindet. Weitere Lageparameter sind
1. der Modus: Der Modus gibt an, an welcher Stelle die Verteilung ein Maximum hat, sprich bei diskreten Zufallsvariablen die Ausprägung mit der größten Wahrscheinlichkeit und bei stetigen Zufallsvariable die Maximastellen der Dichtefunktion. Der Modus existiert zwar im Gegensatz zum Erwartungswert immer, muss aber nicht eindeutig sein. Beispiele für nichteindeutige Modi sind bimodale Verteilungen.
2. der Median ist ein weiterer gebräuchlicher Lageparameter (in einer Skizze oben mit {\displaystyle m} gekennzeichnet). Er gibt an, welcher Wert auf der x-Achse die Wahrscheinlichkeitsdichte so trennt, dass links und rechts des Medians jeweils die Hälfte der Wahrscheinlichkeit anzutreffen ist. Auch der Median existiert immer, muss aber (je nach Definition) nicht eindeutig sein.

### Momente
Wird der Erwartungswert als erstes Moment aufgefasst, so ist er eng verwandt mit den Momenten höherer Ordnung. Da diese wiederum durch den Erwartungswert in Verknüpfung mit einer Funktion {\displaystyle g(\cdot )} definiert werden, sind sie gleichsam ein Spezialfall. Einige der bekannten Momente sind:
- Die Varianz: Zentriertes zweites Moment, {\displaystyle g(X)=(X-\mu _{X})^{2}}. Hierbei ist {\displaystyle \mu _{X}} der Erwartungswert.
- Die Schiefe: Zentriertes drittes Moment, normiert auf die dritte Potenz der Standardabweichung {\displaystyle \sigma _{X}}. Es ist {\displaystyle g(X)={\frac {(X-\mu _{X})^{3}}{\sigma _{X}^{3}}}}.
- Die Wölbung: Zentriertes viertes Moment, normiert auf {\displaystyle \sigma _{X}^{4}}. Es ist {\displaystyle g(X)={\frac {(X-\mu _{X})^{4}}{\sigma _{X}^{4}}}}.

### Bedingter Erwartungswert
Der bedingte Erwartungswert ist eine Verallgemeinerung des Erwartungswertes auf den Fall, dass gewisse Ausgänge des Zufallsexperiments bereits bekannt sind. Damit lassen sich bedingte Wahrscheinlichkeiten verallgemeinern und auch die bedingte Varianz definieren. Der bedingte Erwartungswert spielt eine wichtige Rolle in der Theorie der stochastischen Prozesse.

## Quantenmechanischer Erwartungswert
Ist {\displaystyle \psi (r,t)=\langle r|\psi (t)\rangle } die Wellenfunktion eines Teilchens in einem bestimmten Zustand {\displaystyle |\psi (t)\rangle } und ist {\displaystyle {\hat {O}}} ein Operator, so ist
{\displaystyle \langle {\hat {O}}\rangle _{|\psi (t)\rangle }:=\langle \psi (t)|{\hat {O}}|\psi (t)\rangle =\int _{M^{2}}\mathrm {d} ^{n}r\,\mathrm {d} ^{n}r^{\prime }\,\psi ^{\star }(r,t)\langle r|{\hat {O}}|r^{\prime }\rangle \psi (r^{\prime },t)}
der quantenmechanische Erwartungswert von {\displaystyle {\hat {O}}} im Zustand {\displaystyle |\psi (t)\rangle }.
{\displaystyle M} ist hierbei der Ortsraum, in dem sich das Teilchen bewegt, {\displaystyle n} ist die Dimension von {\displaystyle M}, und ein hochgestellter Stern steht für komplexe Konjugation.
Lässt sich {\displaystyle {\hat {O}}} als formale Potenzreihe {\displaystyle O({\hat {r}},{\hat {p}})} schreiben (und das ist oft so), so wird die Formel verwendet
{\displaystyle \langle {\hat {O}}\rangle _{\psi }=\int _{M}\mathrm {d} ^{n}r\,\psi ^{\star }(r,t)O\left(r,{\frac {\hbar }{i}}\nabla _{r}\right)\psi (r,t).}
Der Index an der Erwartungswertsklammer wird nicht nur wie hier abgekürzt, sondern manchmal auch ganz weggelassen.
Beispiel
Der Erwartungswert des Aufenthaltsorts in Ortsdarstellung ist
{\displaystyle \langle {\hat {r}}\rangle =\int _{M}\mathrm {d} ^{n}r\,\psi ^{\star }(r,t)r\psi (r,t)=\int _{M}\mathrm {d} ^{n}r\,r|\psi (r,t)|^{2}=\int _{M}\mathrm {d} ^{n}r\,rf(r,t).}
Der Erwartungswert des Aufenthaltsorts in Impulsdarstellung ist
{\displaystyle \langle {\hat {r}}\rangle =\int _{M}\mathrm {d} ^{n}p\,\Psi ^{\star }(p,t)i\hbar {\vec {\nabla }}_{p}\Psi (p,t),}
wobei wir die Wahrscheinlichkeitsdichtefunktion der Quantenmechanik im Ortsraum identifiziert haben.

## Erwartungswert von Matrizen und Vektoren
Sei {\displaystyle \mathbf {X} } eine stochastische {\displaystyle m\times n}-Matrix, mit den stochastischen Variablen {\displaystyle (X_{i,j})} als Elementen, dann ist der Erwartungswert von {\displaystyle \mathbf {X} } definiert als:
{\displaystyle \operatorname {E} \left(\mathbf {X} \right)=\operatorname {E} {\begin{pmatrix}X_{1,1}&X_{1,2}&\cdots &X_{1,n}\\X_{2,1}&X_{2,2}&\cdots &X_{2,n}\\\vdots &\vdots &\ddots &\vdots \\X_{m,1}&X_{m,2}&\cdots &X_{m,n}\end{pmatrix}}={\begin{pmatrix}\operatorname {E} (X_{1,1})&\operatorname {E} (X_{1,2})&\cdots &\operatorname {E} (X_{1,n})\\\operatorname {E} (X_{2,1})&\operatorname {E} (X_{2,2})&\cdots &\operatorname {E} (X_{2,n})\\\vdots &\vdots &\ddots &\vdots \\\operatorname {E} (X_{m,1})&\operatorname {E} (X_{m,2})&\cdots &\operatorname {E} (X_{m,n})\end{pmatrix}}}.
Falls ein {\displaystyle n\times 1}-Zufallsvektor {\displaystyle \mathbf {X} } vorliegt, gilt:
{\displaystyle \operatorname {E} (\mathbf {X} )=\operatorname {E} {\begin{pmatrix}X_{1}\\X_{2}\\\vdots \\X_{n}\end{pmatrix}}={\begin{pmatrix}\operatorname {E} (X_{1})\\\operatorname {E} (X_{2})\\\vdots \\\operatorname {E} (X_{n})\end{pmatrix}}={\begin{pmatrix}\mu _{1}\\\mu _{2}\\\vdots \\\mu _{n}\end{pmatrix}}={\boldsymbol {\mu }}}.